# Cervantes (Costa Rica)
Cervantes è un distretto della Costa Rica facente parte del cantone di Alvarado, nella provincia di Cartago.